# Ibn Tumlus

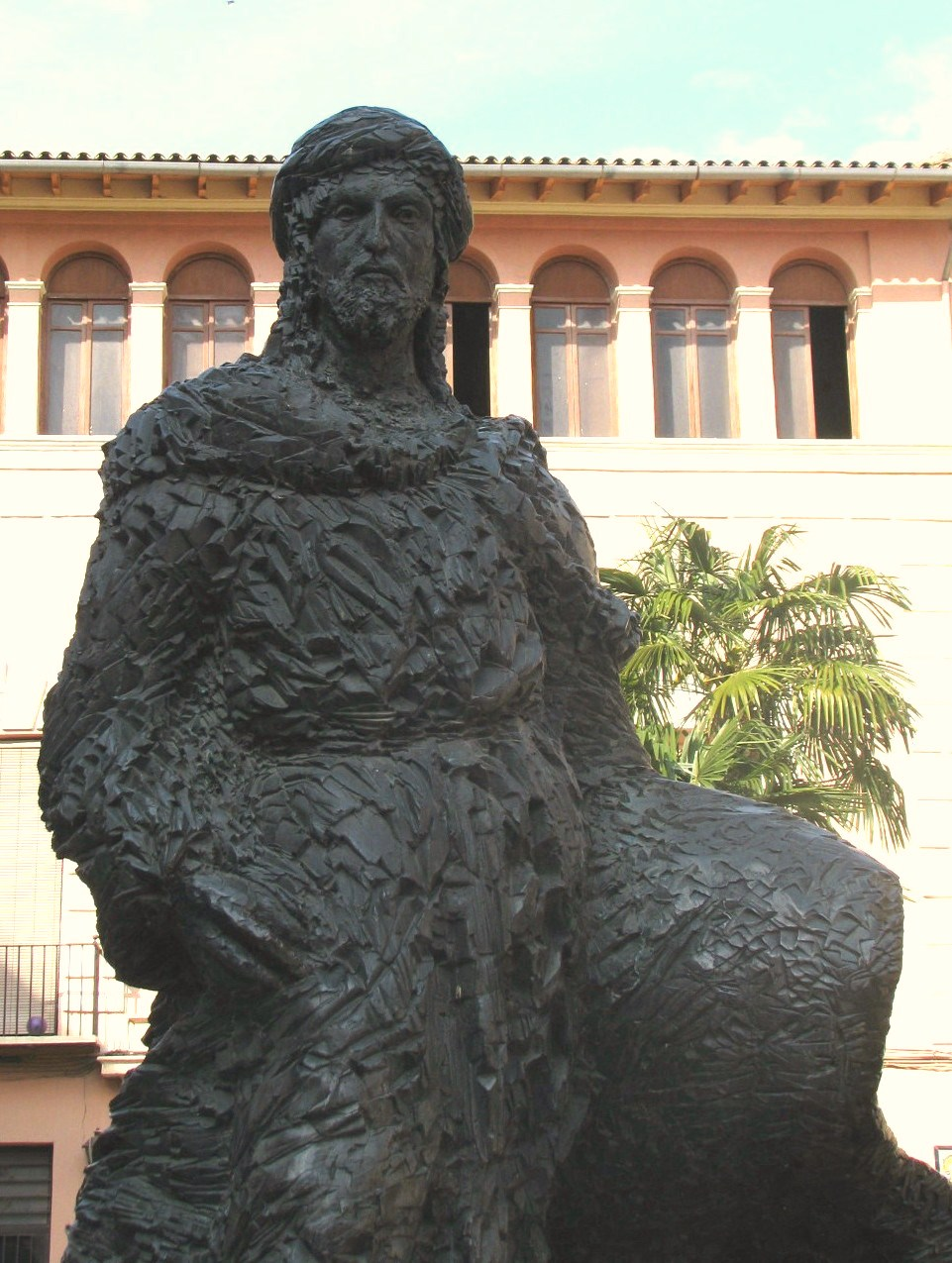
Monumento en memoria de Ibn Tumlus, en Alcira.

Abu-l-Hayyay ibn Tumlus, Abén Tomlús o Abem Tomlús (Alcira, 1164-1223) fue un médico, filósofo y escritor hispanoárabe de la Taifa de Valencia.

## Vida y carrera
Nació en el seno de una adinerada familia. Estudió Literatura y Religión en Granada con Abu-l-Kasimben Guidah, que daba clases de lecturas alcoránicas siguiendo los métodos de Ben al-Rachá, perfeccionando más tarde sus estudios con el Cadí de Valencia hasta doctorarse en Humanidades.
Como médico y filósofo supuso la cumbre del pensamiento almohade y la cima del aristotelismo medieval, siendo el principal discípulo de Averroes, a quien sucedió como médico de cámara del quinto califa almohade Al-Nasir. Se distinguió como higienista, farmacólogo y clínico y fue un gran defensor de las causas sociales.
Sus estudios abarcaron casi todos los campos de su época, destacando en gramática, poesía, literatura, disciplina lógica y estudio de lecturas alcoránicas. Fue conocido en la Edad Media europea con el nombre de Alhagiag bin Thalmus. 

### Obra
Hasta nosotros ha llegado su obra Introducción al arte de la lógica, que presenta una síntesis de los ocho libros del Organon árabe, adaptación de Aristóteles. Se custodia en la biblioteca del Monasterio de El Escorial en Madrid.